# Erioptera megophthalma
Erioptera megophthalma là một loài ruồi trong họ Limoniidae. Chúng phân bố ở miền Tân bắc.